# Richard Sadebeck
Richard Sadebeck (* 20. Mai 1839 in Breslau; † 12. Februar 1905 in Meran) war ein deutscher Lehrer und Botaniker. Sein offizielles botanisches Autorenkürzel lautet „Sadeb.“

## Leben
Sadebeck war der Sohn des Lehrers, Mathematikers und Geodäten Moritz Sadebeck. Der Mineraloge und Geologe Alexander Sadebeck war sein Bruder. Richard Sadebeck besuchte das Maria-Magdalenen-Gymnasium. Nach dem Abitur studierte er an der Schlesischen Friedrich-Wilhelms-Universität Naturwissenschaften, Medizin und Philosophie. 1860 wurde er Corpsschleifenträger der Borussia Breslau. Mit einer Doktorarbeit über die Flora des Eulengebirges bei Heinrich Göppert wurde er 1864 zum Dr. phil. promoviert. Danach unterrichtete er am Botanischen Garten in Breslau. 1865/66 war er in Berlin Probekandidat und wissenschaftlicher Hilfslehrer am Königlichen Wilhelms-Gymnasium. Nach zwei Jahren an der Kgl. Realschule war er ab 1869 ordentlicher Lehrer am Friedrichs-Gymnasium Berlin. Er unterrichtete Mathematik, Rechnen und Naturkunde in den unteren Klassen. Er kam bei der Trennung zur Realschule und wurde 1875 Oberlehrer. 1876 wurde er als Professor an die Realschule des Johanneums berufen. 1879 wurde er mit der Verwaltung von Hamburgs botanischen Sammlungen betraut. Er hütete die Carpologische Sammlung und errichtete Anfang der 1880er Jahre das Herbarium Hamburgense im Botanischen Garten der Universität. Aus ihm ging das Botanische Museum hervor, dem er ab 1883 als Direktor vorstand. Daneben war er Lehrer an der  Pharmazeutischen Lehranstalt. Ab 1887 war er auch Direktor des (1885 gegründeten) Botanischen Laboratoriums für Warenkunde. 1901 pensioniert, zog er nach Südtirol, wo er mit 66 Jahren starb.

## Ehrungen
- k.u.k. Professor h. c. (1875)
- Geheimer Hofrat
- Wahl in die Deutsche Akademie der Naturforscher Leopoldina (1886)[7]